# Rodholz
Rodholz ist der kleinste Ortsteil der Gemeinde Poppenhausen (Wasserkuppe) im osthessischen Landkreis Fulda.
Rodholz liegt im Biosphärenreservat Rhön östlich von Poppenhausen am Fuße der Wasserkuppe. Im Osten des Ortes am Waldrand liegt der Guckaisee. Erstmals urkundlich erwähnt wurde der Ort als „Rotholfs“ im Jahre 1467. Zum Ortsteil gehören die Streusiedlungen, Weiler und Einzelhöfe Farnlieden, Heckenhöfchen, Kohlstöcken, Guckai, Schwarzerden, Güntersberg, Lahmenhof und Oberaltenweiher. Kirchlich ist Rodholz Poppenhausen zugeordnet.
1927 wurde die Gymnastikschule Schwarzerden im gleichnamigen Ortsteil gegründet. Am 1. August 1972 wurde Rodholz im Zuge der Gebietsreform in Hessen kraft Landesgesetz in die neu gebildete Großgemeinde Poppenhausen eingegliedert.